# مرتضی تهرانی
مرتضی شهید کلهری مشهور به حاج‌آقا مرتضی تهرانی (زاده شهریور ۱۳۱۲ در تهران – در گذشته ۳۰ تیر ۱۳۹۷ در مشهد) از استادان اخلاق و مجتهدان معاصر شیعه بود. وی برادر مهدی کلهر و مجتبی تهرانی و از شاگردان سیدروح‌الله خمینی بود.

## معرفی
مرتضی تهرانی فرزند ارشد میرزا عبدالعلی تهرانی و برادر مجتبی تهرانی و مهدی کلهر بود. او در دوران نوجوانی مدتی به همراه خانواده در مشهد ساکن بود و پس از مدتی که خانواده به تهران آمدند برای تحصیل به قم رفت.
پدرش از شاگردان عبدالکریم حائری یزدی بود و به جلسات میرزا جواد ملکی تبریزی می‌رفت و از دوستان صمیمی مرتضی زاهد بود.

## سابقه علمی و سیاسی
مرتضی تهرانی از شاگردان سید روح‌الله خمینی بود. همچنین در دروس خارج فقه سید حسین طباطبایی بروجردی شرکت می‌کرد.
او در دومین دوره تدریس اسفار توسط سید محمدحسین طباطبایی نیز شرکت داشته‌است. وی در جوانی به همراه محمد مفتح، محمدتقی مصباح یزدی، محمدرضا مهدوی کنی، محمدباقر باقری کنی، محمد امامی کاشانی، اکبر هاشمی رفسنجانی، محسن دانش آشتیانی، سید حسن میردامادی، بهجتی کرمانی، میرزا علی غفوری، جواد الهی کنی و میرزا حسین نوری به تحصیل و مطالعه دروس ریاضیات، فیزیک، شیمی، فیزیولوژی، زبان، زمین‌شناسی و اقتصاد پرداخت تا زبان جامعهٔ امروز، آموزش و پرورش امروز و دانشگاه امروز را هم بداند زیرا احساس کرده بود روحانی هر قدر در علوم حوزوی قوی باشد، باید زبان جامعهٔ روز و زبان دانشجویان را هم بداند.
وی قبل از انقلاب ۵۷ از فعالین و یاران نزدیک سید روح‌الله خمینی محسوب می‌شد و حتی بعد از تبعید خمینی به نجف، به آنجا رفت؛ و از معدود کسانی بود که در درس‌های ولایت فقیه خمینی در نجف شرکت کرد. اما از همان سالهای نخستین انقلاب به کلی از سیاست کناره گرفت و از پذیرش سمت در نظام ایران اجتناب کرد. هر چند که همواره از ورود به مسائل جزئی و عملی سیاسی به شدت پرهیز کرده با این حال در بین روحانیون به عنوان یک انسان سیاسی شناخته می‌شد که شرکت کردن محمد محمدی ری‌شهری، علی فلاحیان، محمدحسن رحیمیان (رئیس مرکز اسناد انقلاب اسلامی) و سید علی‌اصغر حجازی (از مسئولان دفتر خامنه‌ای) در جلسات وی نشان دهنده این موضوع بود. نظر وی این بود که در مسائل سیاسی همیشه باید اخلاق را رعایت نمود.
وی از همان بدو انقلاب همواره پیشنهادهای ورود و اشتغال به امور سیاسی اجرایی قضایی را رد نمود و نپذیرفت.

## فعالیت‌ها
او در اوایل انقلاب با معرفی خمینی جلسه‌ای برای مسئولین درجه دو مملکت اعم از وزرا و معاونین تشکیل داد و به توضیح و شرح عهدنامه مالک اشتر برای‌شان پرداخت. در این جلسه بیش از شصت نفر از مسئولین وقت جمهوری اسلامی شرکت می‌کردند. گفته می‌شود به خاطر اظهار نظر سید مهدی هاشمی به لزوم ترور مرتضی تهرانی این جلسه تعطیل شد.
وی امام جماعت مسجد میرزا موسی (واقع در بازار تهران) بود و علاوه بر تدریس دروس خارج فقه و اصول به شاگردان محدودش، در آن مسجد پس از نماز ظهر و عصر به سخنرانی اخلاقی برای بازاریان می‌پرداخت.
همچنین جلسات عمومی هفتگی نیز شبهای جمعه در زیرزمین منزل مسکونی‌ وی (که به صورت حسینیه دایمی درآمده‌ بود) برگزار می‌شد که ماهیت این جلسات تفسیر قرآن با رویکرد تربیتی، اعتقادی و اخلاقی بود.

## اظهارنظر دربارهٔ شعار «مرگ بر ضد ولایت فقیه»
چندی پس از مناقشات انتخابات ۸۸ در یکی از سخنرانی‌هایش در مسجد میرزا موسی ضمن «مبهم و تفرقه‌افکن» خواندن شعار «مرگ بر ضد ولایت فقیه»، حذف آن را شرعاً لازم دانسته و معتقد است: 
ضد ولایت فقیه کسی است که حکم مجتهد و فقیه جامع‌الشرایط را در هیچ‌یک از ابعاد زندگی انسان متدین نافذ نمی‌داند و ما چنین شخصی نداریم… در فقهای شیعه اصلاً ضد ولایت فقیه وجود ندارد… سکوت در برابر این شعار مبهم که از آن برداشت بد می‌شود، از قصور و کوتاهی و اشتباه علماء است.
 پس از این ماجرا در مسجد میرزا موسی که محل سخنرانی تهرانی است به جای شعار «مرگ بر ضد ولایت فقیه» در تکبیر بعد از نماز، شعار «درود بر اصل ولایت فقیه» سر داده می‌شود.

## نظر کم سابقه‌ی وی درباره‌ی سید علی خامنه‌ای
مرتضی تهرانی علی‌رغم آنکه بارها گفته بود به توصیه پدرش در سیاست دخالت نمی‌کند، در مصاحبه‌ای (که سایت‌های اصولگرا و اصلاح طلب آن را منتشر کردند) به تمجید بی‌سابقه از سید علی خامنه‌ای پرداخته و او را در روزگار کنونی بی‌همتا دانسته بود. از نگاه وی هیچ‌کس مقام و منزلت رهبر جمهوری اسلامی را اعم از عالمان و غیر عالمان درک نکرده‌ است.

## درگذشت

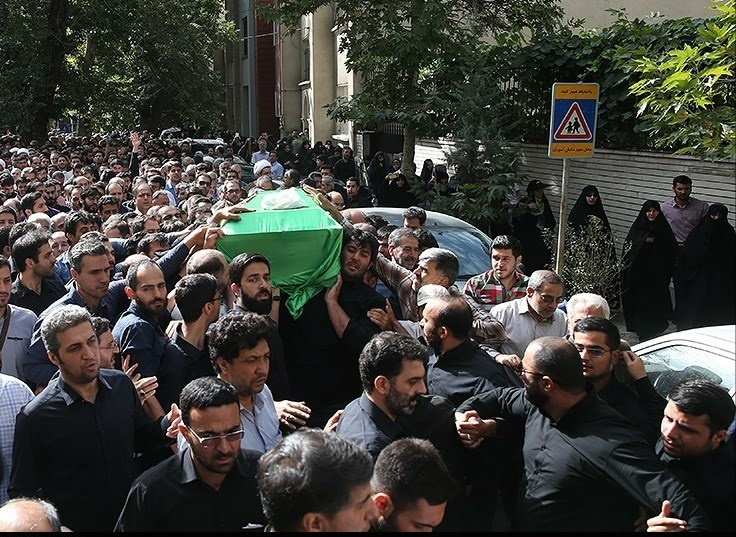
تشییع پیکر مرتضی تهرانی در تهران، ۱ مرداد ۱۳۹۷

مرتضی تهرانی که به علت نارسایی کلیوی در بخش مراقبت‌های ویژه بستری بود، بامداد شنبه ۳۰ تیر ۱۳۹۷ در مشهد درگذشت. پیکر ایشان روز شنبه ۳۰ تیر پس از تشییع در حرم علی بن موسی الرضا در مشهد به تهران منتقل شد. در تهران نیز صبح دوشنبه ۱ مرداد مراسم تشییع پیکر او در حسینیه‌شان در محله دزاشیب تهران برگزار شد. عبدالعلی تهرانی (پسر بزرگ وی) بنا به وصیت پدر بر پیکر او نماز میت خواند. مرتضی تهرانی در کربلا قبری خریده و وصیت کرده بود که در این شهر دفن شود، به همین دلیل پیکر او برای خاکسپاری به کشور عراق منتقل شد. و در روز چهارشنبه ۳ مرداد پس از تشییع در حرم علی بن ابی‌طالب در نجف به کربلا منتقل و به خاک سپرده شد. خامنه‌ای در پیامی درگذشت وی را تسلیت گفت. همچنین شخصیت‌های دیگری چون سید محمود هاشمی شاهرودی، صادق آملی لاریجانی، علی‌اکبر ولایتی، علی لاریجانی، محمد جعفر منتظری و کاظم صدیقی در پیام‌های جداگانه‌ای درگذشت وی را تسلیت گفتند.

## آثار
تمام آثاری که از مرتضی تهرانی وجود دارد متن پیاده شده سخنرانی‌های اوست که به صورت کتاب یا جزوه چاپ شده‌ است مانند:
- کتاب «معرفت در زیارت علی بن موسی الرضا علیه‌ السلام» که تلخیصی از سخنرانی وی و برگرفته از بیست جلسه‌ی سخنرانی مشهد در نوروز سالهای ۸۳، ۸۴، ۸۸، ۸۹ است.
- کتاب «توسل در دنیا بذر شفاعت در آخرت» که تلخیصی از سخنرانی وی در محرم سال ۷۲ است.
- کتاب «مباحث توحیدی ۱»
- کتاب «خدا شناختنی است ۱ و ۲»